# Krisztina dán királyi hercegnő
Krisztina dán, norvég és svéd királyi hercegnő (Nyborg (vagy Koppenhága), 1521. – Alessandria (vagy Tortona), 1590. december 10.) az Oldenburg-házból született dán királyi hercegnő, II. Keresztély dán, norvég és svéd király leánya, V. Károly német-római császár unokahúga. Első házassága révén 1533–1535 között milánói hercegné, második házassága révén 1541–1559 között lotaringiai hercegné.

## Élete

### Származása
Krisztina dán–norvég királyi hercegnő 1521 november vége és december 5. között született a dániai Nyborg kastélyában (más forrás szerint Koppenhágában). Édesapja II. Keresztély (1481–1559) dán, norvég és svéd király volt, I. János dán, norvég és svéd király, valamint Krisztina szász hercegnő (1461–1521) fia.
Édesanyja Habsburg Izabella kasztíliai infánsnő, osztrák főhercegnő (1501–1526) volt, I. (Szép) Fülöp osztrák főherceg, kasztíliai király és II. (Őrült) Johanna kasztíliai királynő leánya, V. Károly német-római császár húga.
Szülei házasságából a következő testvérek születtek, rangjuk szerint dán és norvég királyi hercegek/hercegnők:
- Keresztély (*/† 1516), születésekor meghalt,
- János (1518–1532), 14 évesen meghalt,
- Miksa és Fülöp (*/† 1519), ikrek, születésük után rövidesen meghaltak
- Dorottya (1520–1580), aki 1535-ben II. Frigyes rajnai palotagrófhoz, Pfalz választófejedelméhez (1482–1556) ment feleségül,
- Krisztina (1521–1590), aki 1534-ben II. Francesco Sforza milánói herceghez (1495–1535), majd 1541-ben I. Ferenc lotaringiai herceghez ment feleségül.

A Habsburg-dinasztiából való származása döntően meghatározta jövőjét. Mindkét házassága császári nagybátyjának politikai érdekei alapján köttetett meg. Károly célja az európai főnemesi családok Franciaország elleni hálózatának építése volt.

### Gyermekkora

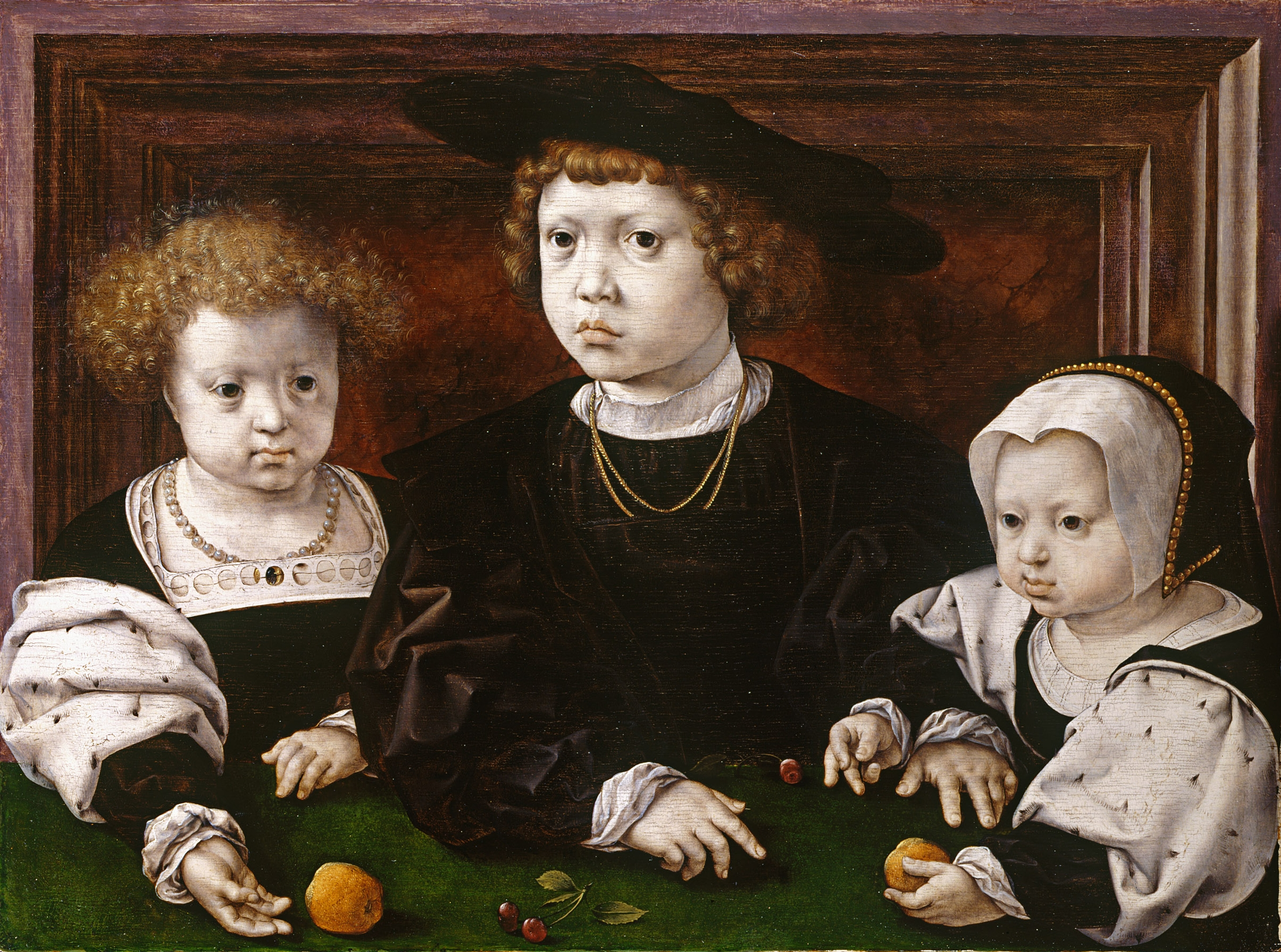
Krisztina hercegnő (j) és testvérei, Dorottya hercegnő és János trónörökös herceg (1526)

1523-ban Krisztina két esztendős volt, amikor apját, II. Keresztély királyt megfosztották dán királyi címétől, a család Flandriába menekült. 1526 januárjában elhunyt az édesanyja, Izabella főhercegnő. Keresztély király ekkor gyermekeit nagynénjének, a háromszor megözvegyült Habsburg Margit főhercegnőnek (1480–1530), Németalföld kormányzójának keze alá adta, ő maga 1531-ben trónjának visszaszerzésére hazautazott, de elfogták, és életfogytiglani fogságba vetették (1559-ben fogságban halt meg).
Az elárvult gyermekek, János, Dorottya és Krisztina magas színvonalú, katolikus szellemű nevelést kaptak Brüsszelben. Margit főhercegnő halála (1530) után nevelésüket az új helytartó, az 1526-ban megözvegyült Mária magyar királyné, a gyerekek nagynénje vette át. Saját gyermekei nem lévén, figyelemmel gondoskodott elhunyt húgának gyermekeiről. Krisztina hercegnő rendszeresen elkísérte nagynénjét, a kiváló lovast, sólyommal vadászni.

### Első házassága
Krisztina hercegnő 11 éves volt, amikor nagybátyjának, V. Károly császárnak kívánságára feleségül adták II. Francesco Sforzához (1495–1535), Milánó utolsó, (hivatalosan szuverén) uralkodó hercegéhez, Ludovico Sforza és Estei Beatrix fiához. Krisztina nagynénje, Mária özvegy magyar királyné hiába próbálta lebeszélni császári bátyját a házasság tervéről, a menyasszony gyermeki életkorára hivatkozva. 1533 augusztusában Brüsszelben képviselők útján (per procurationem) megtörtént a hivatalos házasságkötés. A vőlegényt Milánó brüsszeli követe, Maria Massimiliano Stampa gróf képviselte. Krisztina hercegnő kíséretével 1534. május 3-án érkezett Milánóba, másnap, 4-én a milánói dómban megtartották a nagyszabású egyházi esküvőt.
A menyasszony Tortona városát kapta jegyajándékul. Francesco ekkor már súlyos beteg volt, fél oldalára lebénult, szeme világát is szinte teljesen elveszítette. A gyermekkorú Krisztinához nem közeledett, leányaként kezelte, elhalmozta ajándékokkal, ruhákkal, megismertette híres művészekkel, színházi előadásokat rendelt meg számára. 1535. október 24-én a herceg Vigevano kastélyában elhunyt, Krisztina őszintén meggyászolta, és egész életében szívesen emlékezett a finom és kultivált milánói miliőre.

### Ifjú özvegy eladósorban

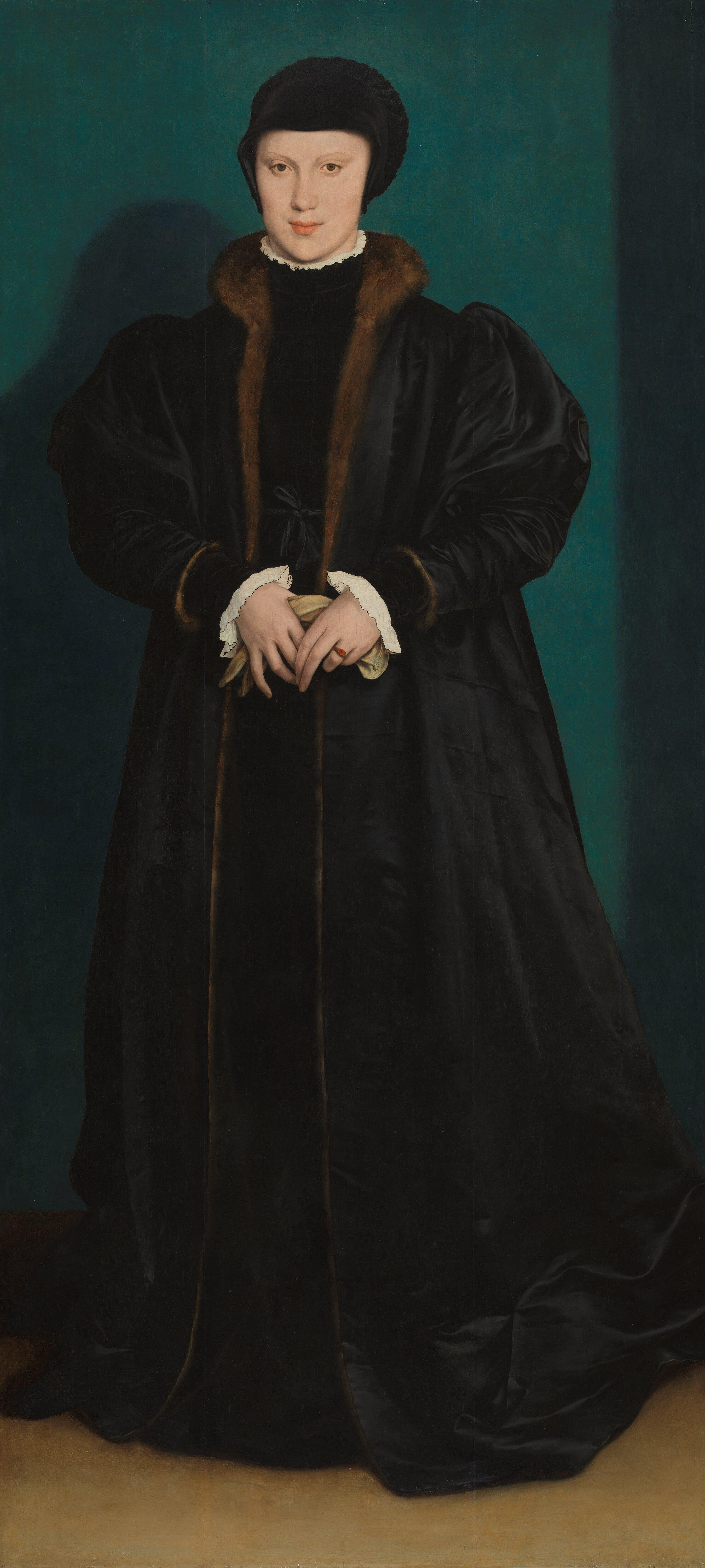
Krisztina hercegnő portréja, ifj. Hans Holbein műve, 1538

1537-ben Krisztinát V. Károly visszarendelte Brüsszelbe, hogy újabb terveihez rendelkezésére álljon. Ez év októberében elhunyt Jane Seymour, VIII. Henrik angol király harmadik felesége. Henrik nyomban újabb feleség után nézett. V. Károly ebben az időben Henrik szövetségét kereste a Franciaország elleni háborújához, és személyesen ajánlotta fel Henriknek Krisztina hercegnő kezét.
Henrik udvari festője, ifj. Hans Holbein 1538-ban Brüsszelben megfestette Krisztina egész alakos portréját. (A festmény ma a londoni National Galleryben látható). Krisztina hercegnő arcvonásait több más korabeli festmény is megőrizte, köztük Madonna-ábrázolások is.
Amikor Krisztina megtudta, hogy Henrik király második feleségét, Boleyn Annát hamis vádak alapján lefejeztette, állítólag ezt mondta: „Csak egy fejem van. Ha kettő lenne, az egyik Henrik rendelkezésére állna.” Máig vitatott, valóban tett-e ilyen kijelentést, melyről írott említés csak a 17. században jelent meg. Az angol házasság nem jött létre, mert 1538. június 18-án a nizzai fegyverszüneti szerződésben V. Károly császár és I. Ferenc francia király 10 év fegyvernyugvásban egyeztek meg, ezután a császár ejtette az angolokkal kötendő szövetség tervét.

### Második házassága

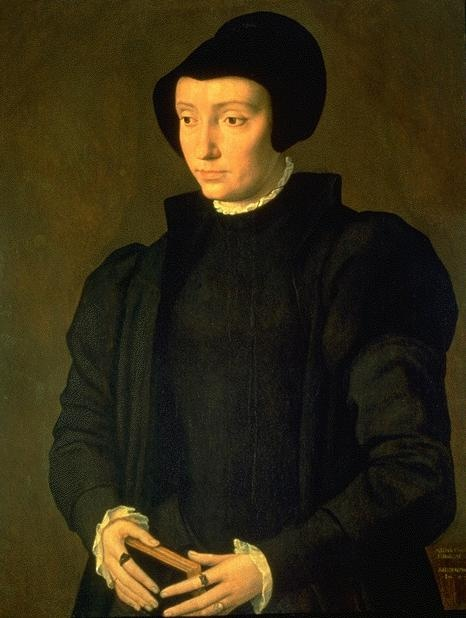
Krisztina hercegnő portréja (Michiel Coxcie festménye, 1545)

Krisztina hercegnő 1541. július 10-én Brüsszelben feleségül ment I. Ferenc lotaringiai herceghez (1517–1545), Mercœur hercegéhez, II. (Jó) Antal lotaringiai herceg (1489–1544) és Renée de Bourbon-Montpensier (1494–1539) hercegnő legidősebb fiához. Bár politikai érdekből kötötték, boldog házasság lett, melyből három gyermek született:
- Károly trónörökös (1543–1608), 1545-től III. Károly néven Lotaringia uralkodó hercege, aki 1559-ben Valois Klaudia francia királyi hercegnőt, II. Henrik francia király és Medici Katalin leányát vette feleségül.
- Renáta (Renée, 1544–1602), aki 1568-ban V. Vilmos bajor herceghez ment feleségül.
- Dorottya (1545–1621), akinek első férje II. Erik braunschweig-calenberg-göttingeni herceg, a második Marc de Rye de la Palud de Varabon márki lett.

Férje, Ferenc herceg 1544-ben lépett apja örökébe, de rövidesen, már 1545. június 12-én elhunyt, néhány hónappal harmadik gyermekének születése (augusztus 20.) előtt. Kétesztendős fia III. Károly néven Lotaringia hercege lett, Krisztina hercegné és sógora, Lotaringiai Miklós, Mercœur hercege (Nicolas de Lorraine, 1524–1577), az elhunyt Ferenc herceg öccse, Lamoraal van Egmont herceg sógora, régensként irányították a hercegséget. 1545 novemberétől a lotaringiai rendi gyűlés Krisztina hercegnét egyszemélyi régenssé nevezte ki.
A régens hercegnőt rokoni szálak fűzték a Habsburg-házhoz, alapvetően nagybátyjához hű, spanyolbarát politikát folytatott, és sokáig ellenállt a Lotaringia megszerzésére irányuló francia politikának. A Birodalom és Franciaország között folyó Habsburg–Valois háború során igyekezett őrizni Lotaringia semlegességét. 1552. januárjában azonban Móric szász választófejedelem és protestáns szövetségesei Chambord-ban paktumot kötöttek II. Henrik francia királlyal, ennek értelmében március 13-án francia csapatok vonultak be Lotaringiába és a Trois-Évêchés gyűjtőnéven ismert három birodalmi püspökfejedelemségbe (Metz, Toul, Verdun). A Habsburg–Valois háború kiújult, április 15-én Krisztina hercegnét megfosztották régensi hivatalától és kiutasították Lotaringiából. Fiát, III. Károly herceget a párizsi királyi udvarba szállították, a régensi hatalmat Lotaringiai Miklós, Mercoeur hercege vette át.

### Menekülés és visszatérés
Krisztina hercegné leányaival együtt blamont-i birtokára (Franche-Comtéba), innen Heidelbergen át Flandriába menekült. Itt élt száműzetésben 1558 májusáig, amikor királyi engedéllyel meglátogathatta fiát Franciaországban.
1559. január 22-én fia, III. Károly herceg házasságot kötött II. Henrik leányával, Valois Klaudia francia királyi hercegnővel. Krisztina hercegnő és fia közvetítőként lépett fel béketárgyalások megkezdése érdekében. A háborút lezáró békeszerződést 1559. április 3-án írták alá Le Cateau-Cambrésis-ben. II. Fülöp spanyol király mérlegelte, hogy a flandriai rendek támogatását élvező Krisztina hercegnét nevezze-e ki Habsburg-Németalföld helytartójává, a visszahívott Emánuel Filibert savoyai herceg helyére, de végül saját féltestvérét, Habsburg Margit parmai hercegnét nevezte ki. 1559 novemberében Krisztina ismét Nancyba utazott, hogy fiát segítse a hercegség kormányzásában.

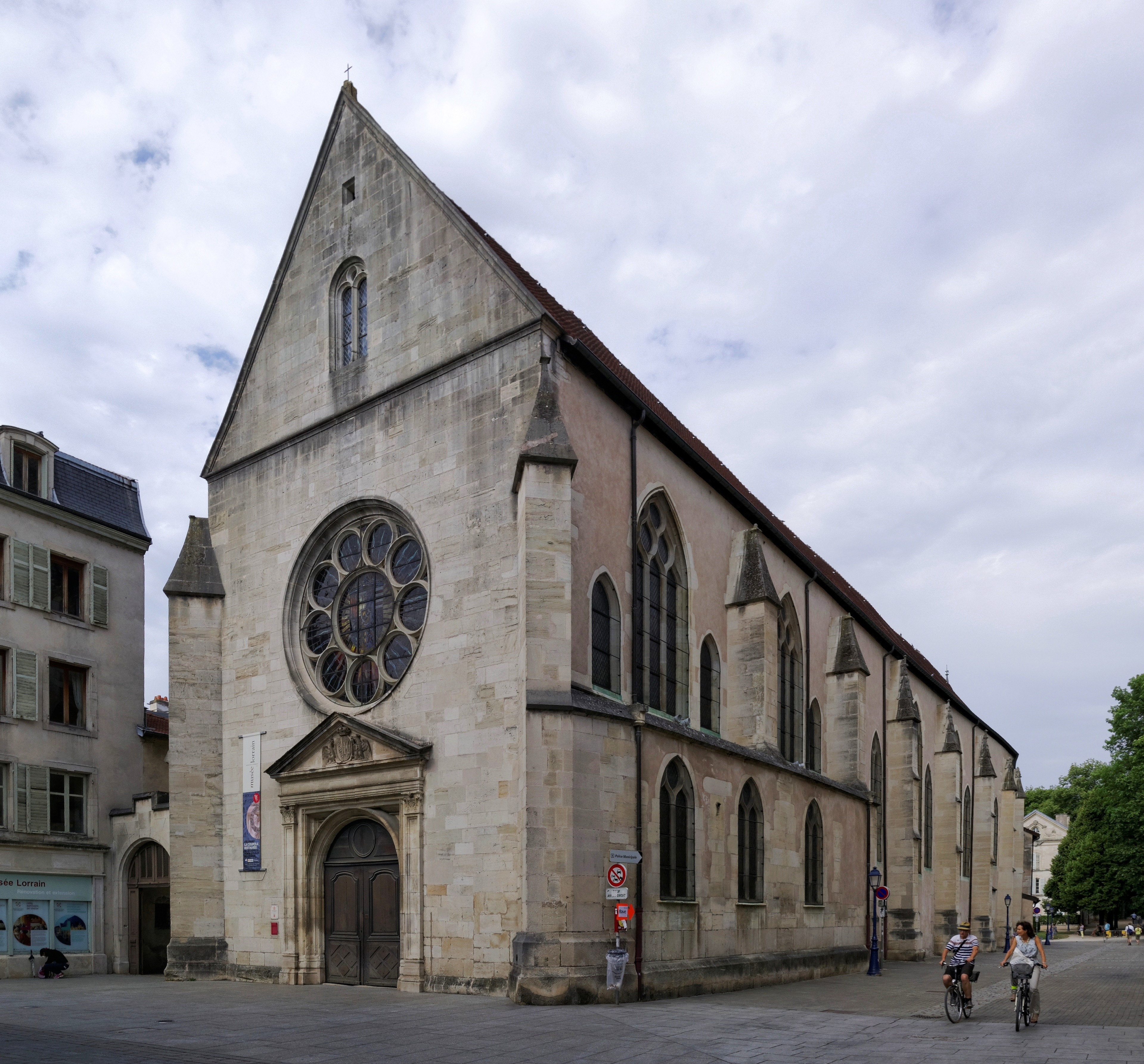
A nancy-i Szent Ferenc minorita templom

### Utolsó évei
Fogva tartott apjából, II. Keresztély királyból rabtartói 1549-ben kikényszerítették a lemondó nyilatkozatot Dánia, Norvégia és Svédország trónjáról. Krisztina hercegnő e lemondást érvénytelennek tekintette. Apja halála (1559) után – mivel idősebb nővére, Dorottya nem jelentett be trónigényt – Krisztina hercegnő hivatalosan magának követelte Dánia koronáját. 1563–1569 között minden hivatalos okmányt „Dánia királynője”-ként írta alá. Sohasem került azonban olyan helyzetbe, hogy igényét katonai erőhatalommal érvényesítse.
1579-től Krisztina hercegné visszatért szeretett Itáliájába, a Milánói Hercegségbe. Első férjétől, II. Francesco Sforzától hozományul kapott birtokán, a piemonti Tortonában élt egy évtizeden át. Halálának pontos helye és dátuma bizonytalan, Tortonában vagy Alessandriában hunyt el 1590. december 10-én (de vannak források ugyanezen év augusztus 10-re és szeptember 10-re is). Nancy-ban temették el, a minoriták templomának (église Saint-François-des-Cordeliers) hercegi kápolnájában, második férje, Lotaringiai Ferenc mellé.